# 卡馬斯卡
卡馬斯卡（西班牙語：Camasca），是洪都拉斯的城鎮，位於該國西部，由因蒂布卡省負責管轄，面積68.33平方公里，海拔高度791米，2001年人口6,382，人口密度每平方公里93.4人。
14°00′N 88°23′W / 14.000°N 88.383°W